# 新垵駅
新垵駅（しんあんえき、閩南語:Sin-oaⁿ tsām）は、中華人民共和国福建省廈門市海滄区新陽北路中段にある、廈門軌道交通2号線の駅である。

## 歴史
- 2019年12月25日2号線の駅として開業。

## 駅構造

### のりば
| 番線 | 路線              | 方面                            | 行先        |
| ---- | ----------------- | ------------------------------- | ----------- |
|      | 廈門軌道交通2号線 | 新陽大道・馬鑾中心・東孚 方面   | 天竺山 行き |
|      | 廈門軌道交通2号線 | 東宅・五通・湿地公園・鍾宅 方面 | 五縁湾 行き |

## 隣の駅
廈門軌道交通
■2号線
翁角路駅 - 新垵駅 - 新陽大道駅